# Pachyphytum
Genre
Classification phylogénétique
Pachyphytum est un genre botanique appartenant à la famille des Crassulaceae et comprenant une quinzaine d'espèces succulentes. Ces plantes sont originaires de régions du Mexique situées à une altitude de 600 à 1 500 m.
Le nom vient du grec pachys (=épais) et phyton (=plante) en raison des feuilles épaisses des diverses espèces. 

## Description
Ce sont des plantes pérennes dont les tiges sont d'abord dressées, puis retombantes avec l'âge et le poids des feuilles.
Chaque tige possède une rosette de feuilles plus ou moins épaisses suivant les espèces. C'est cette épaisseur qui a donné son nom au genre.
Ces feuilles sont recouvertes d'une cuticule bien visible, souvent colorée donnant à ces plantes un aspect légèrement cireuse, blanchâtre, bleuâtre ou glauque, bien que certaines espèces restent vertes (Pachyphytum viride ...)
L'inflorescence est latérale et forme une arche d'où pendent les fleurs.

## Culture
Pas de difficultés particulières, en dehors du risque d'arrosage excessif. Le sol doit être très drainant. A besoin d'un repos en hiver pour pouvoir fleurir. Au frais et au sec, le risque de pourriture étant encore plus fort. 
Les Pachyphytum se multiplient très facilement par bouture ou division des touffes.
Si les plantes sont à l'extérieur, il faut les protéger des averses.
Les espèces sont souvent hybridées entre elles ou avec d'autres Crassulacées, notamment les Echeveria (X Pachyveria) ou encore Graptopetalum (X Graptophytum).

## Espèces
- Pachyphytum bracteosum
- Pachyphytum brevifolium
- Pachyphytum caesium
- Pachyphytum coeruleum
- Pachyphytum compactum
- Pachyphytum fittkaui
- Pachyphytum garciae
- Pachyphytum glutinicaule
- Pachyphytum hookeri
- Pachyphytum kimnachii
- Pachyphytum longifolium
- Pachyphytum machucae
- Pachyphytum oviferum
- Pachyphytum viride
- Pachyphytum werdermannii